# Klášterec (Vimperk)
Klášterec (německy Klösterle) je malá vesnice, část města Vimperk v okrese Prachatice v Jihočeském kraji. Nachází se asi 2,5 kilometru jihozápadně od Vimperka. Evidenční část Klášterec je tvořena katastrálními územími Klášterec u Vimperka o rozloze 3,52 km² a Huťský Dvůr o rozloze 1,75 km².

## Historie
První písemná zmínka o vesnici pochází z roku 1359. V letech 1938 až 1945 byl v důsledku uzavření Mnichovské dohody přičleněn k nacistickému Německu.

## Obyvatelstvo
| Rok            | 1869 | 1880 | 1890 | 1900 | 1910 | 1921 | 1930 | 1950 | 1961 | 1970 | 1980 | 1991 | 2001 | 2011 | 2021 |
| -------------- | ---- | ---- | ---- | ---- | ---- | ---- | ---- | ---- | ---- | ---- | ---- | ---- | ---- | ---- | ---- |
| Počet obyvatel | 334  | 326  | 320  | 318  | 296  | 267  | 327  | 67   | 59   | 57   | 49   | 35   | 29   | 26   | 32   |
| Počet domů     | 30   | 33   | 34   | 35   | 38   | 34   | 42   | 26   | 76   | 13   | 15   | 11   | 15   | 15   | 15   |

## Obecní správa
Při sčítání lidu v letech 1850–1879 Klášterec byl osadou obce Korkusova Huť v okrese Prachatice. V letech 1880–1971 byl samostatnou obcí, se kterým patřil nejprve do okresu Prachatice, ale v roce 1950 v okrese Vimperk a od roku 1960 v okrese Prachatice. Od 26. listopadu 1971 je částí města Vimperk v okrese Prachatice, kdy se konaly městské volby. V letech 1880–1971 k obci patřily Lipka, Michlova Huť a Solná Lhota a v letech 1961–1971 také Arnoštka, Korkusova Huť a Skláře.

## Pamětihodnosti

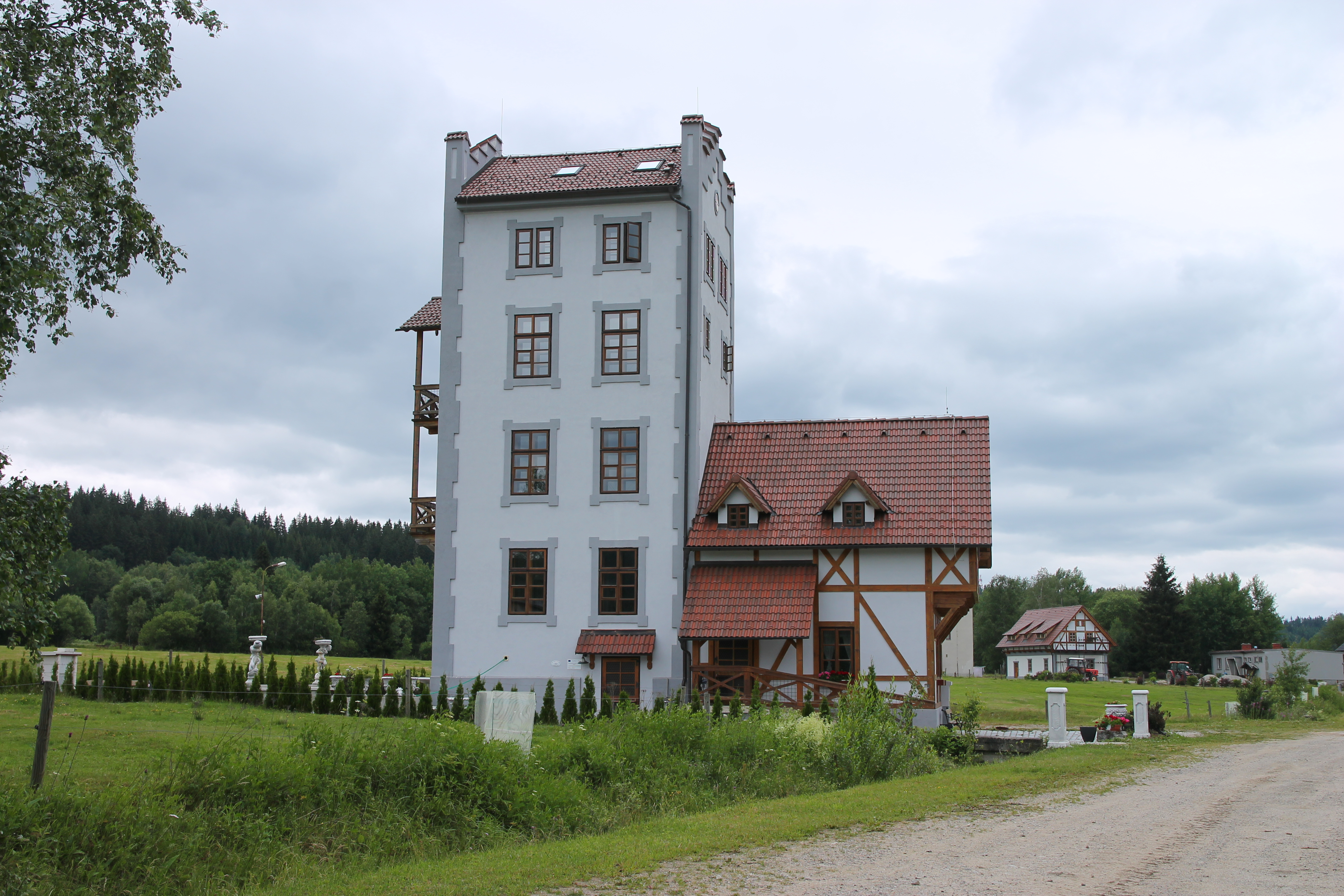
Obnovený lovecký zámeček

- Kaple Povýšení svatého Kříže na návsi
- Železniční viadukt Velký Klášterák, jímž trať Strakonice–Volary překonává údolí Arnoštského potoka
- Přírodní rezervace Radost
- Obnovený lovecký zámeček v místě bývalé vojenské střelnice